# Holton cum Beckering
Holton cum Beckering – wieś w Anglii, w hrabstwie Lincolnshire, w dystrykcie West Lindsey. Leży 17 km na północny wschód od Lincoln i 202 km na północ od Londynu.
W 2001 miejscowość liczyła 140 mieszkańców.